# 브라질의 농업
브라질의 농업은 역사적으로 브라질의 경제의 주요 기반 중 하나이다. 초기에는 사탕수수에 중점을 두었지만 결국 브라질은 커피, 대두, 쇠고기 및 작물 기반 에탄올의 세계 최대 수출국이 되었다.
제툴리우 바르가스와 함께 에스타도 노보(Estado Novo, 신주) 동안 농업이 성공하면서 "브라질, 세계의 곡창지"라는 표현이 탄생했다..
2009년 현재 브라질에는 약 1억 600만 헥타르(2억 6000만 에이커)의 미개발 비옥한 토지가 있는데, 이는 프랑스와 스페인을 합친 것보다 더 넓은 영토이다.
2008년 IBGE 연구에 따르면, 글로벌 금융 위기에도 불구하고 브라질은 주로 좋은 날씨에 힘입어 9.1%의 성장률을 기록하며 기록적인 농업 생산량을 기록했다. 올해 곡물 생산량은 전례없는 145,400,000톤에 달했다. 이 기록적인 생산량은 재배 면적에서 추가로 4.8%를 사용하여 총 65,338,000헥타르에 달하고 1,480억 달러의 레알을 생산했다. 주요 제품은 옥수수(13.1% 성장)와 콩(2.4% 성장)이었다.
브라질 남부의 1/2에서 2/3는 온대 기후, 더 높은 강우량, 더 비옥한 토양, 더 진보된 기술 및 투입물 사용, 적절한 인프라 및 더 많은 경험이 있는 농부들을 보유하고 있다. 이 지역은 브라질의 곡물, 유지종자, 수출품의 대부분을 생산한다.
가뭄에 시달리는 북동부 지역과 아마존 유역에는 고르게 분포된 강수량, 좋은 토양, 적절한 인프라 및 개발 자본이 부족하다. 비록 대부분 생계형 농민들이 거주하고 있지만, 두 지역 모두 임산물, 코코아 및 열대 과일 수출국으로서 점점 더 중요해지고 있다. 브라질 중부에는 상당량의 초원이 있다. 브라질 초원은 북미 초원보다 비옥하지 않으며 일반적으로 방목에만 적합하다.

## 같이 보기
- 나라별 사과 생산량 목록